# مایتا واسکونز
مایتا واسکونز (انگلیسی: Mayta Vásconez؛ زادهٔ ۴ ژوئن ۱۹۹۰) بازیکن فوتبال زن اهل اکوادور است.
وی همچنین در تیم ملی فوتبال Ecuador بازی کرده‌است.